# مقاطعة كاس (إلينوي)
مقاطعة كاس (بالإنجليزية: Cass County)‏ هي إحدى المقاطعات في ولاية إلينوي في الولايات المتحدة الأمريكية.